# Веснины (Калужская область)
Веснины — село в Ульяновском районе Калужской области России. Входит в сельское поселение «Деревня Мелихово».
В 2020 году селу присвоено почётное звание Калужской области «Рубеж воинской доблести»

## История
В 1638 году в дозорной книге Козельского уезда с русской стороны Дубенской засеки в числе прочих населённых мест упомянута и село Веснины. Близость деревни к засечной черте даёт право утверждать, что население предоставляло ополчение для защиты Козельской засечной черты.
В Списке населённых мест Калужской губернии за 1859 год Веснины (Всенины) значится как владельческое село Жиздринского уезда при ручье Любежище, состоявшее из 106 дворов.
После реформы 1861 года село вместе с 10 другими селениями вошло в Крапивенскую волость. В селе открылась земская школа.
В 1878 году вместо старой в Веснинах была построена новая кирпичная однопрестольная церковь Илии Пророка с колокольней. В 1910—1912 она была значительно перестроена, в середине XX века закрыта и разрушена.
В 1920 году в составе Жиздринского уезда село было передано в Брянскую губернию. В следующие годы, при укрупнении волостей, Крапивенская волость вошла в состав Плохинской, которая была упразднена в 1929 году, с введением районного деления, после чего село перешло в Крапивенский сельсовет Плохинского района Сухиничского округа Западной области. В 1937 году район был передан Орловской, а в 1944 году — Калужской области.
На рубеже 1941—1942 годов село оккупировали немецкие войска. В отместку за сопротивление партизанского отряда «Смерть немецким оккупантам» ими были расстреляны почти все жители села. В феврале 1942 года село было освобождено силами 149-й стрелковой дивизии.
После аварии на Чернобыльской АЭС все селения Крапивенского сельсовета попали в зону радиоактивного загрязнения.

## Население
| 1859 | 1896 | 1913 | 2002 | 2010 |
| ---- | ---- | ---- | ---- | ---- |
| 878  | 1412 | 1906 | 19   | 7    |